# 水素化ビス(2-メトキシエトキシ)アルミニウムナトリウム
水素化ビス(2-メトキシエトキシ)アルミニウムナトリウム（すいそかビス(2-メトキシエトキシ)アルミニウムナトリウム）は、アルミニウムヒドリド誘導体。有機合成において還元剤として用いられるアルミニウム中心に2個のヒドリドと2個のアルコキシド（2-メトキシエトキシド）が配位している。水素化ビス(2-メトキシエトキシ)アルミニウムナトリウム自身は無色の固体だが水との反応性が高いため、通常はトルエンなど芳香族炭化水素の溶液のかたちで取り扱われる。別名Vitride, Red-Al,  Synhydridと呼ばれる。Red-Al はシグマアルドリッチ社の登録商標である。
カルボン酸無水物やラクトンをジオールに還元したり、アミドやニトリル、イミンなどの有機窒素化合物をアミンまで還元するのに用いられる。

## LAH との比較
水素化リチウムアルミニウム (LAH、LiAlH4）と比べると、Red-Al は芳香族溶媒への溶解性に優れる。70%トルエン溶液が市販されており、その状態では LAH に比べ湿気や空気にも安定で、かつ高温にも強く 200 ℃ まで加熱させられる。